# St. Margareta (Bühl/Bibertal)

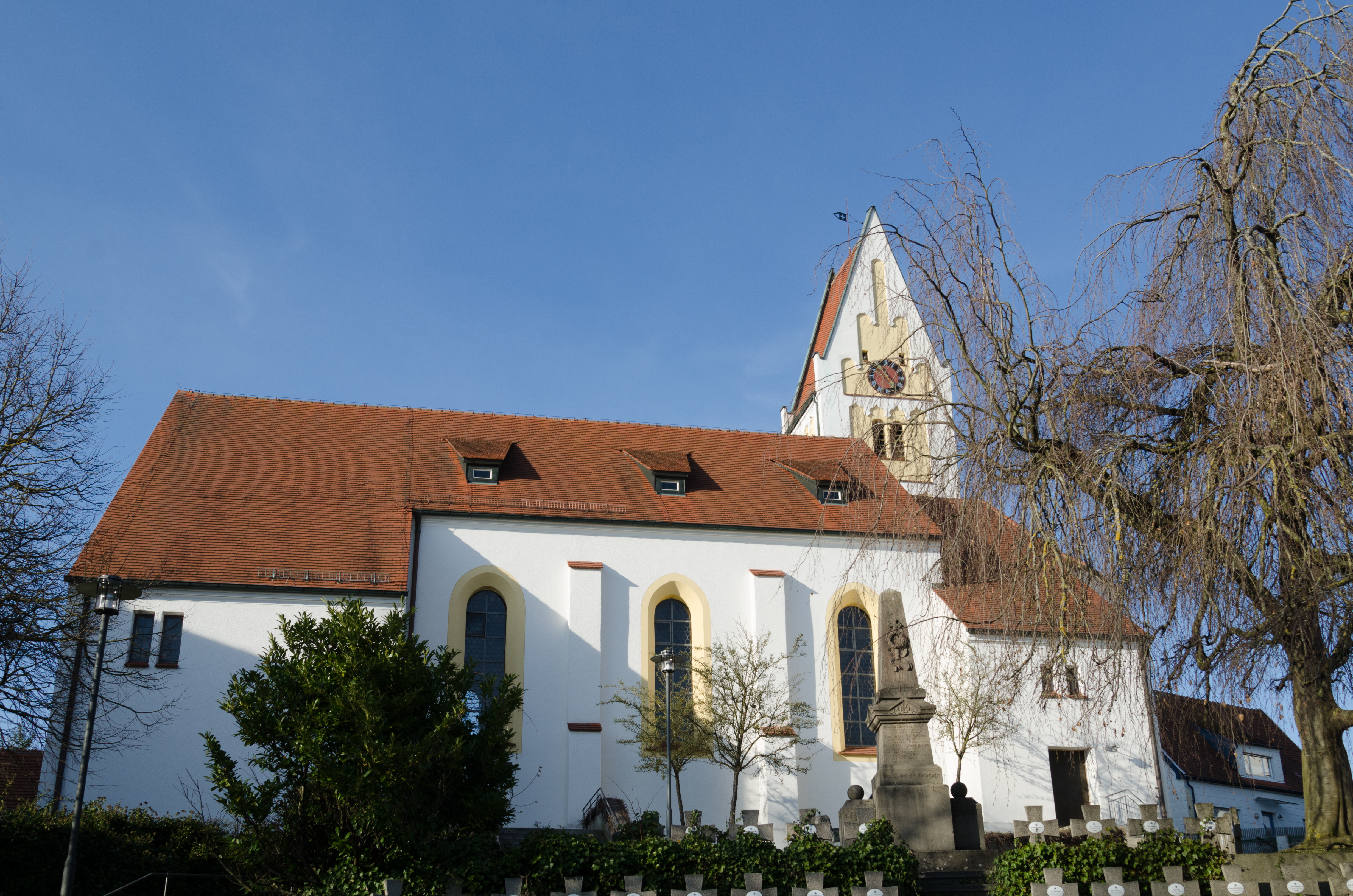
Kirche St. Margareta in Bühl

Die katholische Pfarrkirche St. Margareta in Bühl, einem Gemeindeteil von Bibertal im schwäbischen Landkreis Günzburg in Bayern, wurde in spätgotischer Zeit errichtet. Die Kirche am Kirchberg 12 ist ein geschütztes Baudenkmal.
Möglicherweise gab es an gleicher Stelle einen romanischen Vorgängerbau aus dem 11./12. Jahrhundert. Teile des Chores und der Turmunterbau wurden vor 1488 errichtet. In den Jahren 1964/65 erfolgten ein Umbau und die Erweiterung der Kirche.